# Wim Arras
Wim Arras (né le 7 février 1964 à Lierre) est un coureur cycliste belge. Professionnel de 1986 à 1990, il a notamment remporté la classique Paris-Bruxelles en 1987.

## Palmarès

### Palmarès amateur
- 1982
  - 2e du championnat de Belgique de l'américaine juniors
  - 3e du championnat de Belgique de vitesse juniors
- 1983
  -  Champion de Belgique d'omnium juniors
- 1984
  - 2e du Circuit du Port de Dunkerque
- 1985
  - 2e étape du Tour de Flandre occidentale
  - Hasselt-Spa-Hasselt
  - 3e, 4e, 7eb et 8e étapes de l'Olympia's Tour
  - 1re, 2ea et 8e étapes du Tour de Campine

### Palmarès professionnel
| - 1986 - 2e étape du Tour d'Andalousie - 1re et 5ea étapes du Tour de Suède - 2e étape du Tour des Pays-Bas - 2e étape du Tour de Catalogne - 2e du Grand Prix de l'Escaut - 3e du Circuit du Pays de Waes - 1987 - 8e étape de la Vuelta a Lloret de Mar - Grand Prix Wielerrevue - Tour du Limbourg - 1re et 3e étapes de la Semaine catalane - Paris-Bruxelles - 2e du Omloop van de Westkust - 3e du Tour de Zélande centrale - 3e de Veenendaal-Veenendaal | - 1988 - 3ea étape du Tour de Picardie - 3e étape de Paris-Bourges - 1re et 2e étapes du Tour des Pays-Bas - 1989 - Grand Prix de l'UC Bessèges - 2e étape de l'Étoile de Bessèges - 2e et 6eb étapes des Quatre Jours de Dunkerque - 2e étape du Tour d'Armorique - 100 km de Montréal |  |

## Résultats sur les grands tours

### Tour de France
1 participation
- 1986 : hors délais (2e étape)

### Tour d'Espagne
2 participations 
- 1986 : abandon (12e étape)
- 1987 : abandon (6e étape)